# 2006 RH120
2006 RH120 es un pequeño asteroide cercano a la Tierra con un diámetro de dos a tres metros que orbita el Sol, sin embargo, periódicamente se acerca al sistema Tierra-Luna aproximadamente cada veinte años, con lo cual puede entrar temporalmente en la órbita terrestre a través de la captura de satélite temporal (TSC). Recientemente, estuvo en la órbita terrestre entre septiembre de 2006 y junio de 2007.
Durante el período en el que fue designado como planetoide, hasta el 18 de febrero de 2008, el objeto era conocido como 6R10DB9, un número de identificación interno asignado por el Catalina Sky Survey.

## Descubrimiento
El 2006 RH120 fue descubierto el 14 de septiembre de 2006 por la cámara Schmidt de 27 pulgadas (690 mm) del Catalina Sky Survey en Arizona. 6R10DB9 fue la denominación que el propio Catalina Sky Survey designó para este objeto al momento de su descubrimiento, denominación que por lo general solo se utiliza en la página de confirmación de NEOs (NEOCP, de sus sigla en inglés Near-Earth object Confirmation Page) del Centro de Planetas Menores hasta que se aplique una designación de la Unión Astronómica Internacional, si el objeto fuese clasificado como un objeto menor. Fue agregado el 14 de septiembre a la lista NEOCP y posteriormente eliminado con la explicación de que "no era un planeta menor". Cálculos orbitales preliminares indicaron que fue capturado por la gravedad de la Tierra desde la órbita solar por un período de unos 11 meses, de manera similar a la de muchos cohetes gastados que datan del programa Apolo de la década de 1960 y principios de 1970. El 6R10DB pasó a denominarse como 2006 RH120 el 18 de febrero de 2008.